# خوبینگتسه
خوبینگتسه (به لهستانی:  Chobienice) یک منطقهٔ مسکونی در لهستان است که در گمینا شدلتس واقع شده‌است. خوبینگتسه ۳٬۰۰۰ نفر جمعیت دارد.